# Barbus multilineatus
Barbus multilineatus е вид лъчеперка от семейство Шаранови (Cyprinidae). Видът не е застрашен от изчезване.

## Разпространение
Разпространен е в Ангола, Ботсвана, Демократична република Конго, Замбия, Зимбабве и Намибия.

## Описание
На дължина достигат до 4,5 cm.